# 24/Seven
24/Seven es el tercer álbum de estudio de la banda de chicos estadounidenses Big Time Rush. Su lanzamiento fue el 7 de junio de 2013, por parte de Columbia Records en asociación con Nickelodeon. La grabación del álbum comenzó en 2012 y terminó a principios de 2013, una parte de la cual tuvo lugar durante la gira Big Time Summer Tour. El álbum está precedido por el sencillo promocional Like Nobody's Around, presentado en VEVO y en los Kids' Choice Awards 2013.

## Antecedentes
A partir del 26 de abril de 2013, Big Time Rush comenzó a publicar fotos de los nombres de varias canciones del álbum a través de Instagram y Google Plus. La banda reveló el listado final de canciones del álbum el 29 de abril de 2013 a través de Entertainment Weekly.

## Composición
Musicalmente, 24/Seven marca un cambio en el sonido característico de la banda mostrando una dirección más madura, orgánica y «pop con los pies en la tierra» que sus dos álbumes anteriores, BTR y Elevate. En contraste con sus anteriores lanzamientos, las canciones fueron escritas principalmente por la banda, con la excepción de las canciones «Like Nobody's Around» y «Song for You», cada canción del álbum fue escrita o coescrita por un miembro de la banda. El álbum cuenta con la participación del dúo Karmin, que aparece en el tema «Song for You», y del rapero Jake Miller en el tema extra de la edición de lujo «Lost in Love». La primera versión de la canción «Love Me Again» fue escrita por Big Time Rush, pero Nickelodeon alteró la canción para que fuera más «apta para niños».

## Sencillo  promocional
«Like Nobody's Around» fue lanzado con la pre-orden del álbum el 23 de marzo de 2013. El vídeo hace referencia a otras boy bands de éxito en décadas pasadas como The Ink Spots, The Osmonds, The Jackson 5, New Kids on the Block, Backstreet Boys y NSYNC. El vídeo musical se estrenó en Nickelodeon durante los Kids' Choice Awards de 2013.

## Recepción crítica
El álbum recibió críticas entre positivas y mixtas. Matt Collar, de AllMusic, calificó el álbum con 3,5 de 5 estrellas. Alabó el «talento vocal» de los miembros del grupo y afirmó que «el álbum tiene una vibración brillantemente positiva con canciones sobre pasar el rato, divertirse y enamorarse». Y terminaba diciendo: «Si buscas una banda sonora perfecta para el verano o simplemente un álbum para salir con tus amigos después del colegio, 24/Seven de Big Time Rush es diversión a todas horas.»

## Rendimiento comercial
En Estados Unidos, el álbum debutó en el número cuatro de la lista Billboard 200, vendiendo 35.000 unidades en la semana que finalizó el 29 de junio de 2013, según Nielsen Music. Sin embargo, las estimaciones originales del álbum apuntaban a más de 45.000 copias. Además, 24/Seven fue el cuarto álbum más vendido de la semana, situándose en el número cuatro de la lista de componentes de Top Album Sales de la publicación. Se convirtió en el segundo álbum del grupo en el top cinco, después de su debut homónimo que alcanzó un pico de número tres en 2010. Sin embargo, marcó las ventas más bajas de la primera semana para el cuarteto, con sus dos álbumes anteriores  BTR y Elevate vendiendo 67.000 copias y 70.000 copias en sus primeras semanas, respectivamente. A la semana siguiente, el disco bajó 33 posiciones en el Billboard 200, situándose en el número 37 para la semana que terminó el 6 de julio de 2013. Durante las siguientes tres semanas, el álbum siguió bajando en las listas, antes de subir ligeramente del número 54 al 50, durante la semana del 27 de julio. 24/Seven estuvo presente durante un total de diez semanas consecutivas en la lista, antes de alcanzar su posición final para la semana que terminó el 31 de agosto, siendo el número 154. Encabezó las listas Kid Albums y Top Soundtrack de Billboard durante cinco semanas consecutivas, convirtiéndose en el «Hot Shot Debut» de la semana y pasando un total de 22 semanas en la lista de componentes.
Fuera de Estados Unidos, 24/Seven entró en las listas de éxitos de muchos países europeos. En Polonia, 24/Seven alcanzó el número 38 según la Sociedad Polaca de la Industria Fonográfica. El álbum también fue certificado disco de Oro en México.

## Lista de canciones
| 24/Seven – Standard edition |                             |                            |          |  |
| N.º                         | Título                      | Producer(s)                | Duración |  |
| 1.                          | «24/Seven»                  | OFM Sharpe                 | 3:09     |  |
| 2.                          | «Like Nobody's Around»      | Matt Squire The Suspex Bis | 2:56     |  |
| 3.                          | «Get Up»                    | Squire                     | 2:57     |  |
| 4.                          | «Song for You» (con Karmin) | The Blueprint              | 3:15     |  |
| 5.                          | «Run Wild»                  | Sanicola Sharpe            | 3:09     |  |
| 6.                          | «Crazy for U»               | OFM Sharpe                 | 3:07     |  |
| 7.                          | «Picture This»              | DeStefano Sharpe           | 3:04     |  |
| 8.                          | «Confetti Falling»          | OFM, Sharpe                | 4:03     |  |
| 9.                          | «Amazing»                   | Book Misoul                | 3:21     |  |
| 10.                         | «We Are»                    | Halatrax Sharpe            | 3:46     |  |
| 32:48                       |                             |                            |          |  |

| 24/Seven – Deluxe edition |                                  |                  |          |  |
| N.º                       | Título                           | Producer(s)      | Duración |  |
| 11.                       | «Love Me Again»                  | Sanicola Sharpe  | 3:30     |  |
| 12.                       | «Just Getting Started»           | DeStefano Sharpe | 3:02     |  |
| 13.                       | «Untouchable»                    | Squire Sharpe    | 3:20     |  |
| 14.                       | «Lost in Love» (con Jake Miller) | DeStefano Sharpe | 3:02     |  |
| 15.                       | «Na Na Na»                       | DeStefano Sharpe | 3:09     |  |
| 48:55                     |                                  |                  |          |  |

## Posicionamiento en listas

### Semanales
| Lista (2013)                          | Máxima posición |
| ------------------------------------- | --------------- |
| Alemania (Offizielle Top 100)         | 42              |
| Austria (Ö3 Austria)                  | 35              |
| Bélgica (Ultratop flamenca)           | 114             |
| Bélgica (Ultratop valona)             | 124             |
| España (PROMUSICAE)                   | 87              |
| Estados Unidos (Billboard 200)        | 4               |
| Estados Unidos Kid Albums (Billboard) | 1               |
| Estados Unidos (Soundtrack Albums)    | 1               |
| Italia (FIMI)                         | 40              |
| Países Bajos (Album Top 100)          | 94              |
| Polonia (ZPAV)                        | 38              |
| Suiza (Schweizer Hitparade)           | 43              |

### Posicionamiento mensual
| País      | Lista                  | Mejor posición |
| --------- | ---------------------- | -------------- |
| Argentina | Argentina Albums Chart | 2              |

### Fin de Año
| Lista (2013)                                    | Posición |
| ----------------------------------------------- | -------- |
| Estados Unidos US Kid Albums (Billboard)        | 9        |
| Estados Unidos US Soundtrack Albums (Billboard) | 14       |

## Certificaciones
| País   | Organismo certificador | Certificación | Ventas certificadas | Simbolización |
| ------ | ---------------------- | ------------- | ------------------- | ------------- |
| México | AMPROFON               | Oro           | 30 050              | ●             |

## Personal
Créditos de 24/Seven adaptados de las notas del álbum.
- Mitch Allen - productor
- Austin Bisnow - productor
- The Blueprint - productor
- Dan Brook - productor
- Doug Cohn - ejecutivo a cargo de la música
- Chris DeStefano - productor
- Maria Egan - A&R
- Jason Evigan - productor
- Scott Fellows - productor ejecutivo
- Tim Friesen - asistente
- Tim Frisen - asistente, asistente de mezcla
- Serban Ghenea - mezcla
- Larry Goetz - ingeniero
- Jeff Halatrax - productor
- Logan Henderson - voz
- Karmin - artista destacado, voz
- Brian Malouf - mezcla
- Stephen Marcussen - masterización
- Maria Paula Marulanda - dirección artística, diseño
- James Maslow - voz
- Jake Miller - voz
- Jared Mink - A&R
- Alexei Misoul - productor
- Michael Muller - fotografía
- Matt Nyberg - producción adicional
- OFM - productor
- Carlos Pena, Jr. - voz
- Sean Phelan - mezcla
- Gelareh Rouzbehani - A&R
- Eric Sanicola - ingeniero, productor
- Kendall Schmidt - voz
- Damon Sharpe - ingeniero, productor
- Matt Squire - ingeniero, productor
- Steve Tippeconnic - ingeniero
- Miles Walker - mezcla